# Lorielle London
Pour les articles homonymes, voir London.
Lorielle London est une artiste transgenre et personnalité de la télévision allemande née le 24 décembre 1983 à Birkenfeld.

## Biographie

### Jeunesse
Lorielle London naît en 1983 à Birkenfeld d'une couturière allemande et d'un soldat américain. Elle a grandi près de la commune de Baumholder.
De l'enfance jusqu'à ses débuts à la télévision, elle travaille exclusivement dans divers métiers du spectacle et des arts visuels. Lorielle London est découverte dans une école d'art pour enfants par un professeur d'art et commence à étudier la peinture à l'université d'Idar-Oberstein à l'âge de 12 ans. Dans les années suivantes, ses œuvres sont présentées dans diverses expositions à vendre. Sa mère prend le rôle d'agent.
Lorielle London découvre son amour pour le chant dans une chorale de gospel américaine. En tant qu'interprète solo, elle fait plusieurs apparitions dans des festivals, donne des concerts et est embauchée comme chanteuse principale pour divers groupes.
En parallèle, elle s'adonne à une forme d'acrobatie appelée contorsion, qu'elle pratique pendant 17 ans.
En raison d'un changement radical de voix pendant la puberté, elle abandonne ses ambitions de chanteuse et décide de suivre les traces de sa mère pour étudier le design de mode.

### Débuts à la télévision
Lorielle London entre en tant que candidate pour la deuxième saison de Deutschland sucht den SuperStar (qui fait partie de la franchise Idol) en 2003. Après ne pas avoir avancé dans la première saison, elle postule la saison suivante avec la chanson I Just Called to Say I Love You de Stevie Wonder et termine finalement à la dixième place sur 40 000 candidats. Bien que son talent de chanteuse soit proéminent, elle attire l'attention avec son apparence androgyne et ses gestes souvent discutés et ridiculisés dans les programmes satiriques. Lorielle London dit qu'elle devait apprendre très vite à accepter cette nouvelle image qui était contraire à sa vie antérieure d'artiste.

### Carrière
Après son départ de Deutschland sucht den Superstar, l'intérêt pour Lorielle London en tant qu'artiste reste. Elle apparaît dans différentes séries, émissions et de nombreuses émissions d'actualités sur les célébrités et le lifestyle. En 2004, Lorielle London entre notamment dans l'émission de télé-réalité Die Alm. Le réseau de télévision ProSieben décide de prolonger la série d'une semaine supplémentaire et Lorielle London reste jusqu'à la finale. À la suite du programme, elle apparaît régulièrement dans diverses émissions de tabloïd sur Sat.1, telles que Das Sat.1 Frühstücksfernsehen. Elle fait ses débuts d'actrice en 2006, dans un remake comique du Petit Chaperon rouge. Le film sort sous le titre Die ProSieben Märchenstunde : Rotkäpchen – Wege zum Glück.
À l'automne 2006, London fait publiquement son coming out transgenre et annonce que son futur nom d'artiste serait Lory Glory. La chanteuse de gospel américaine Lori Hölzel avec le nom d'artiste Lori Glori obtient une ordonnance du tribunal interdisant à Lorielle London d'utiliser ce choix particulier de nom en raison d'un risque de confusion. L'artiste se nomme alors Lorielle London.

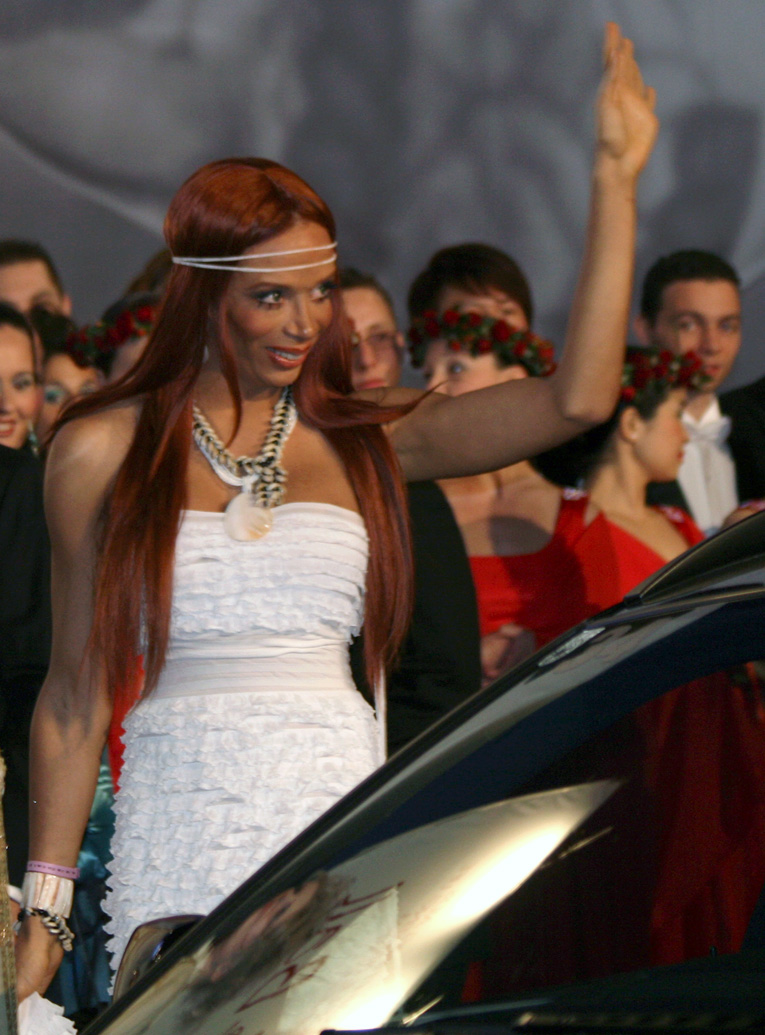
Lorielle London au Life Ball 2009.

En janvier 2009, Lorielle London s'inscrit en tant que candidate à la version allemande de I'm a Celebrity… Get Me Out of Here! sur RTL. Malgré toutes les idées préconçues, l'un des journaux allemands les plus respectés, FAZ, décrit sa performance comme « humaine, vulnérable et réelle ». Lorielle London termine finalement deuxième derrière l'actrice Ingrid van Bergen.
Depuis lors, elle est active en tant qu'animatrice de télévision, journaliste et co-présentatrice. RTL l'embauche comme correspondante du tapis rouge pour la cérémonie des Echo Awards (la plus grande cérémonie de remise des prix de la musique allemande). Elle interview des célébrités telles que Taylor Swift et Lionel Richie. Pour la finale Deutschland sucht den Superstar 2009, Lorielle London revient pour la spéciale Night of the Superstars, cette fois en tant que journaliste dans les coulisses.  Elle co-anime aussi Big Brother Germany avec la présentatrice de télévision Miriam Pielhau et fait ensuite deux autres apparitions sur Big Brother en tant qu'invitée en 2010.
La société de production télévisée Norddeich TV embauche Lorielle London en 2011 pour une émission intitulée Die Schulermittler pour encadrer une jeune personne transgenre. L'émission est diffusée le 19 octobre 2011 sur RTL La même année, elle déménage à Londres, en Angleterre, avec son partenaire.
En 2012, London apparaît dans l'émission RTL Total Blackout, où elle gagne contre des candidats comme Roberto Blanco et Jimi Blue Ochsenknecht et devient finalement Queen of Dark. Elle travaille également comme journaliste dans l'émission RTL Nitro Ich bin ein Star – Holt mich hier raus – Das Magazin en 2013, où elle est présente quotidiennement.

## Filmographie

### Télévision
- 2003–2004 : Deutschland sucht den SuperStar
- 2004 : Die Alm - Promischweiß et Edelweiß
- 2006 : Die ProSieben Märchenstunde : Mieser Barde
- 2008 : Deutschland sucht den SuperStar – Das große Wiedersehen
- 2009 : Ich bin ein Star - Holt mich hier raus!
- 2009 : Das perfekte Promi-Dinner
- 2009 : Promi Kocharena
- 2009 : Mrs. Hankey's Christmas Special[23]
- 2009-2010 : Big Brother
- 2010 : Der große deutsche Führerschein-Test
- 2011 : Die Schulermittler : elle-même
- 2013 : Promi Shopping Queen
- 2014 : Frauendingsbums[24]